# Oleria lota
Oleria lota är en fjärilsart som beskrevs av William Chapman Hewitson 1872. Oleria lota ingår i släktet Oleria och familjen praktfjärilar. Inga underarter finns listade i Catalogue of Life.